# روبرت جاي فيشر
روبرت جاي فيشر (بالإنجليزية: Robert J. Fisher)‏ هو شخصية أعمال أمريكي، ولد في 26 أغسطس 1954.

## وصلات خارجية
- روبرت جاي فيشر على موقع إن إن دي بي (الإنجليزية)